# 發包
工程發包，係營建工程於規劃設計完成後及編製預算進行發包作業，由承包商以公開投標、比價或議價方式取得工程，進行工程施工，完工後再辦理驗收交還業主。